# Trichomyia festiva
Trichomyia festiva är en tvåvingeart som beskrevs av Freddy Bravo 2001. Trichomyia festiva ingår i släktet Trichomyia och familjen fjärilsmyggor. Inga underarter finns listade i Catalogue of Life.